# Crypto AG
Crypto AG era una empresa suïssa especialitzada en seguretat de les comunicacions i informació. Va ser propietat en secret de l'Agència Central d'Intel·ligència Nord-americana (CIA) i el Servei Federal d'Intel·ligència d'Alemanya Occidental (BND) des de 1970 fins aproximadament el 1993, i la CIA continuà com a propietari únic fins al voltant del 2018. Amb seu a Steinhausen, l'empresa era un fabricant de màquines de xifratge consolidat i una gran varietat de dispositius de xifratge.
La companyia tenia uns 230 empleats, amb oficines a Abidjan, Abu Dhabi, Buenos Aires, Kuala Lumpur, Masqat, Selsdon i Steinhausen, i feia negocis a tot el món. Els propietaris de Crypto AG eren desconeguts, suposadament, fins i tot per als gestors de la firma, i van tenir la seva propietat mitjançant accions del portador.
L'empresa ha estat criticada per vendre productes amb portes del darrere per beneficiar les agències d'intel·ligència de nacionals nord-americanes, britàniques i alemanyes, l'Agència de Seguretat Nacional (NSA), Government Communications Headquarters (GCHQ) i la BND, respectivament. L'11 de febrer de 2020, The Washington Post, ZDF i SRF van revelar que Crypto AG era secretament propietat de la CIA en una associació altament classificada amb la informació d'Intel·ligència d'Oest, i les agències d'espionatge podrien trencar fàcilment els codis utilitzats per enviar missatges xifrats. L'operació es coneixia primer amb el nom en clau "Thesaurus" i després "Rubicon".

## Història
Crypto AG es va establir a Suïssa pel suec d'origen rus, Boris Hagelin. Originalment anomenada AB Cryptoteknik i fundada per Arvid Gerhard Damm a Estocolm el 1920, la firma va fabricar la màquina de criptografia mecànica C-36 que Damm havia patentat. Després de la mort de Damm, i just abans de la Segona Guerra Mundial, Cryptoteknik va passar al control de Hagelin, un primer inversor.
L'esperança de Hagelin era vendre el dispositiu a l'exèrcit dels Estats Units. Quan Alemanya va envair Noruega el 1940, es va traslladar de Suècia als Estats Units i va presentar el dispositiu a l'exèrcit, que al seu torn va portar el dispositiu a Signal Intelligence Service i els desxifradors de codis a Arlington Hall. Al final se li va concedir un acord de llicència. Durant la guerra es van fabricar 140.000 unitats per a tropes americanes.
Durant la seva etapa a Amèrica, Hagelin es va fer íntim amic amb William F. Friedman, que el 1952 es va convertir en criptòleg principal de l'Agència de Seguretat Nacional (NSA) i que Hagelin coneixia des dels anys trenta. El mateix any, l'advocat de Hagelin, Stuart Hedden, es va convertir en comandant adjunt a la CIA, inspector general.
El 1948 Hagelin es va traslladar a Steinhausen a Suïssa per evitar pagar impostos. I el 1952 la companyia, fins aleshores incorporada a Estocolm, també es va traslladar a Suïssa. El motiu oficial va ser que es va transferir com a resultat d'una planificació nacional del govern suec de contractistes tecnològics d'importància militar. I es va constituir un holding a Liechtenstein.
Durant la dècada de 1950, Hagelin i Friedman van tenir freqüentment correspondència de correu, tant personal com empresarial. Crypto AG va enviar noves màquines a l'NSA i van mantenir una discussió permanent sobre a quins països vendrien o no vendrien els sistemes de xifratge i a quins països vendrien sistemes més antics i més febles. El 1958 quan es va retirar Friedman, Howard C. Barlow, un empleat d'alt rang de la NSA, i Lawrence E. Shinn, el directori d'intel·ligència de senyal de l'SAA a Àsia, es van fer càrrec de la correspondència.
El juny de 1970, la companyia va ser comprada en secret per la CIA i el servei d'intel·ligència de l'Alemanya de l'Oest, el BND, per 5,75 milions de dòlars. Hagelin aconseguiria per primera vegada vendre una associació entre els serveis d'intel·ligència francesos i alemanys occidentals el 1967, però quan Hagelin va contactar amb la CIA i els nord-americans aquests no van cooperar amb els francesos. En aquest punt, l'empresa tenia 400 empleats i els ingressos van passar de 100.000 francs suïssos a la dècada de 1950 a 14 milions de francs suïssos a la dècada de 1970.
El 1994, Crypto AG va comprar InfoGuard AG una empresa que proporcionava solucions de xifratge als bancs.
El 2010, Crypto AG va vendre GV LLC, una empresa de Wyoming que proporcionava solucions de xifratge i intercepció per a comunicacions.
El 2018, Crypto AG es va liquidar i els seus actius i propietat intel·lectual es van vendre a dues noves empreses. CyOne va ser creada per a vendes nacionals suïsses, mentre que Crypto International AG va ser fundada el 2018 per l'empresari suec Andreas Linde, que va adquirir la marca, la xarxa de distribució internacional i els drets de producte de l'original Crypto AG. Crypto International AG també es coneix com a CRV LLC a Wyoming, Estats Units.

## Productes

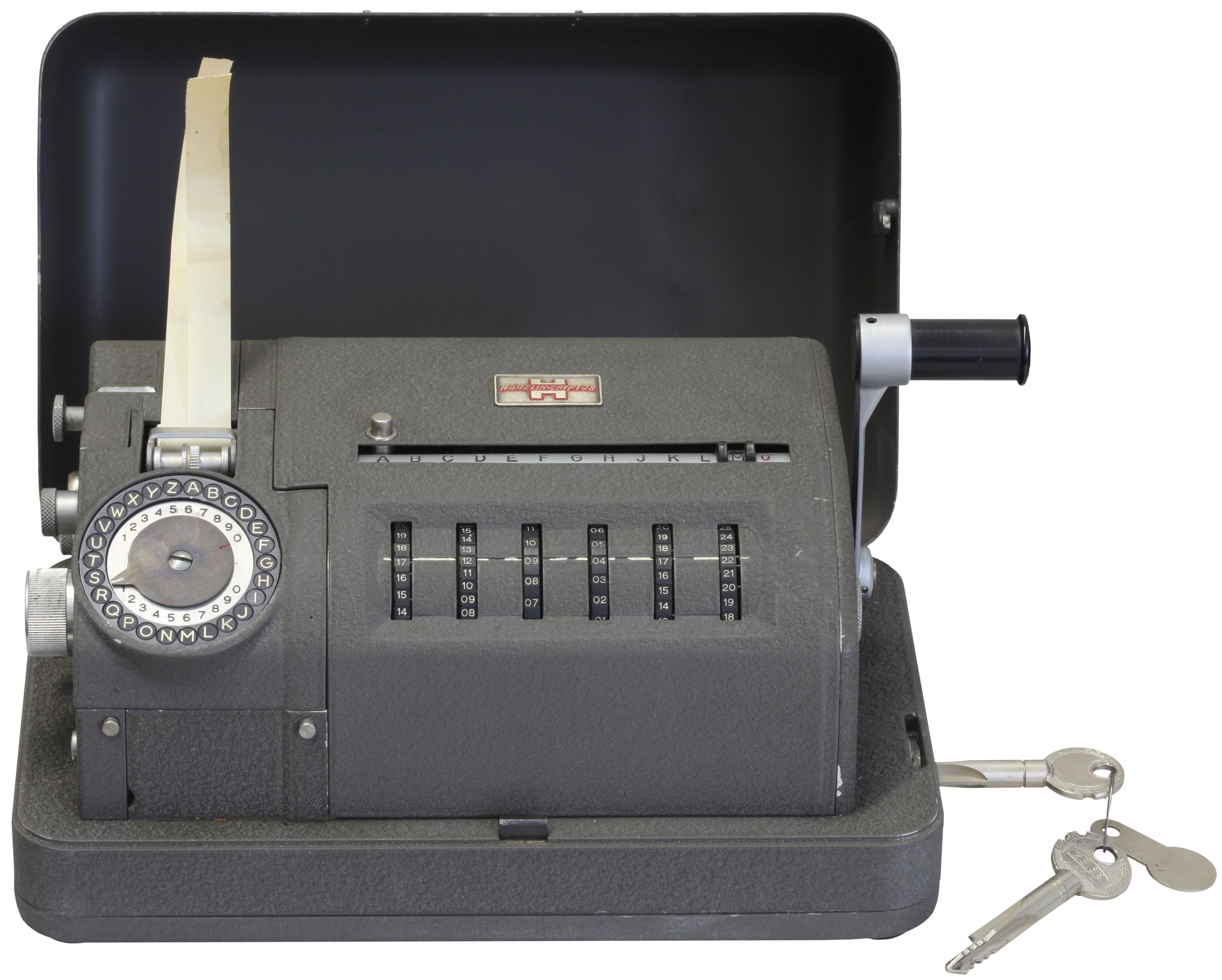
La CX-52

La companyia tenia sistemes de xifratge de ràdio, Ethernet, STM, GSM, telèfon i fax a la seva cartera.
Màquines:
- C-52
- CX-52
- CD-57
- HX-63

## Màquines compromeses
Segons els documents del govern nord-americà desclassificats (parcialment redactats) i publicats el 2015; el 1955, el fundador de Crypto AG, Boris Hagelin i William Friedman, van signar un acord no escrit sobre les màquines de xifratge C-52 que comprometien la seguretat d'alguns dels compradors. Friedman era un notable criptògraf del govern nord-americà que aleshores treballava a l'Agència de Seguretat Nacional (NSA), la principal agència d'intel·ligència de senyals dels Estats Units. Hagelin va informar tant la NSA com el seu homòleg del Regne Unit, Government Communications Headquarters (GCHQ), sobre les especificacions tècniques de diferents màquines i quins països compraven quines màquines. Proporcionar aquesta informació hauria permès reduir el temps necessari per agafar el xifrat dels missatges produïts per aquestes màquines i passar la tasca de desxifratge a una longitud factible. La relació secreta iniciada per l'acord també comportava que Crypto AG no vengués màquines com la CX-52, una versió més avançada del C-52, a determinats països; i la NSA redactava els manuals d'operacions per a algunes de les màquines CX-52 en nom de l'empresa, per assegurar-se que no s'utilitzaria tota la resistència de les màquines, reduint de nou l'esforç de desxifratge necessari.
Crypto AG ja havia estat acusada anteriorment de posar les seves màquines en col·lusió amb agències d'intel·ligència com NSA, GCHQ i el Servei Federal d'Intel·ligència (BND), que permetia a les agències llegir el tràfic xifrat produït per aquestes màquines. Les sospites d'aquesta col·lusió van sorgir el 1986 arran de l'anunci del president nord-americà Ronald Reagan a la televisió nacional que, mitjançant la intercepció de comunicacions diplomàtiques entre Trípoli i l'ambaixada de Líbia a Berlín Oriental, tenia proves irrefutables que Moammar al-Gaddafi de Líbia es trobava darrere d'un atac amb bomba a una discoteca de Berlín Occidental el 1986. El president Reagan va ordenar el bombardeig de Trípoli i Bengasi com a represàlia.
Una altra prova que suggereix que les màquines Crypto AG estaven compromeses es va revelar després de l'assassinat de l'exministre iranià Shapour Bakhtiar el 1991. El 7 d'agost de 1991, un dia abans que es descobrís el cos de Bakhtiar, el Servei d'Intel·ligència d'Iran va transmetre un missatge codificat a les ambaixades iranianes, preguntant "¿És mort Bakhtiar?" i els governs occidentals van poder desxifrar aquesta transmissió, provocant que la sospita iraniana caigués sobre els seus equips Crypto AG.
El govern iranià va arrestar el principal venedor de Crypto AG, Hans Buehler, el març del 1992 a Teheran. Va acusar Buehler de filtrar els seus codis de xifrat a la intel·ligència occidental. Buehler va ser interrogat durant nou mesos, però, desconeixent completament cap defecte en les màquines, va ser alliberat el gener de 1993 després que Crypto AG presentés una fiança d'1 milió de dòlars a l'Iran. Poc després de l'alliberament de Buehler, Crypto AG el va destituir i va intentar recuperar els diners de la fiança d'1 milió de dòlars. Els mitjans de comunicació suïssos i la revista alemanya Der Spiegel van presentar el seu cas el 1994, entrevistant antics empleats i arribant a la conclusió que les màquines de Crypto havien estat reutilitzades en diverses ocasions.
Crypto AG va rebutjar aquestes acusacions com a "pura invenció", afirmant en un comunicat que "el març del 1994, la Fiscalia Federal suïssa va iniciar una àmplia investigació preliminar contra Crypto AG, que es va acabar el 1997. Les acusacions sobre influència de tercers o manipulacions, que s'havien plantejat repetidament als mitjans de comunicació, es van demostrar sense fonament". Els comentaristes posteriors es van sentir afectats per aquesta negació, afirmant que era probable que els productes de Crypto AG fossin efectivament exigents. Le Temps ha argumentat que Crypto AG treballava activament amb els serveis secrets britànics, nord-americans i alemanys de l'oest des del 1956, fins al punt de dirigir els manuals d'instruccions per a les màquines a les ordres de la NSA. Aquestes afirmacions van ser reivindicades pels documents governamentals dels Estats Units desclassificats el 2015.
El 2020, una investigació realitzada per The Washington Post, Zweites Deutsches Fernsehen (ZDF) i Schweizer Radio und Fernsehen (SRF) va revelar que Crypto AG estava, de fet, totalment controlada per la CIA i la BND. El projecte, inicialment conegut amb el nom de codi "Thesaurus" i més tard com "Rubicon" va funcionar des del final de la Segona Guerra Mundial fins al 2018.